# دون بورلورو
دون بورلورو (انگلیسی: Don Burluraux؛ زادهٔ ۸ ژوئن ۱۹۵۱) بازیکن فوتبال اهل بریتانیا است.
از باشگاه‌هایی که در آن بازی کرده‌است می‌توان به باشگاه فوتبال میدلزبرو، باشگاه فوتبال ویتبای تاون، باشگاه فوتبال یورک سیتی، و باشگاه فوتبال دارلینگتون اشاره کرد.